# Manđelos
Manđelos (izvirno srbsko Манђелос; madžarsko Nagyolaszi) je naselje v Srbiji, ki upravno spada pod Občino Sremska Mitrovica; slednja pa je del Sremskega upravnega okraja.

## Demografija
V naselju živi 1189 polnoletnih prebivalcev, pri čemer je njihova povprečna starost 38,0 let (36,8 pri moških in 39,1 pri ženskah). Naselje ima 474 gospodinjstev, pri čemer je povprečno število članov na gospodinjstvo 3,23.
To naselje je, glede na rezultate popisa iz leta 2002, večinoma srbsko.
|  |

| Demografija | Demografija     | Demografija     |
| Leto        | Št. prebivalcev | Št. prebivalcev |
| ----------- | --------------- | --------------- |
|             |                 |                 |
|             |                 |                 |
|             |                 |                 |
|             |                 |                 |
| 1948        | 995             |                 |
| 1953        | 1019            |                 |
| 1961        | 1263            |                 |
| 1971        | 1418            |                 |
| 1981        | 1516            |                 |
| 1991        | 1478            | 1429            |
| 2002        | 1610            | 1533            |
|             |                 |                 |

| Etnična sestava po popisu iz leta 2002 | Etnična sestava po popisu iz leta 2002 | Etnična sestava po popisu iz leta 2002 | Etnična sestava po popisu iz leta 2002 | Etnična sestava po popisu iz leta 2002 |
| -------------------------------------- | -------------------------------------- | -------------------------------------- | -------------------------------------- | -------------------------------------- |
| Srbi                                   | Srbi                                   |                                        | 1.503                                  | 98,04%                                 |
| Ukrajinci                              | Ukrajinci                              |                                        | 4                                      | 0,26%                                  |
| Madžari                                | Madžari                                |                                        | 4                                      | 0,26%                                  |
| Jugoslovani                            | Jugoslovani                            |                                        | 4                                      | 0,26%                                  |
| Hrvati                                 | Hrvati                                 |                                        | 3                                      | 0,19%                                  |
| Črnogorci                              | Črnogorci                              |                                        | 1                                      | 0,06%                                  |
| Neznano                                | Neznano                                |                                        | 2                                      | 0,13%                                  |